# Guglielmo Pesenti
Guglielmo Pesenti (Sedrina, 18 dicembre 1933 – Bergamo, 12 luglio 2002) è stato un pistard italiano.
Figlio di Antonio Pesenti, fu vicecampione olimpico nella velocità ai Giochi di Melbourne 1956, e poi professionista dal 1957 al 1963.

## Piazzamenti

### Competizioni mondiali
- Campionati del mondo

Copenaghen 1956 - Velocità Dilettanti: 3º
Rocourt 1957 - Velocità Dilettanti: 2º
- Giochi olimpici

Melbourne 1956 - Velocità: 2º